# Mihăileni (Harghita)
Mihăileni (em húngaro: Csíkszentmihály) é uma comuna romena localizada no distrito de Harghita, na região histórica da Transilvânia. A comuna possui uma área de 83.64 km² e sua população era de 2655 habitantes segundo o censo de 2007.